# Мелендес, Тони
Хосе́ Анто́нио Меле́ндес Родри́гес (исп. José Antonio Meléndez Rodríguez; род. 9 января 1962, Ривас, Никарагуа), более известный как То́ни Меле́ндес (исп. Tony Meléndez) — никарагуанский и американский певец, композитор, автор песен, гитарист. Для игры на гитаре использует свои ноги, так как родился без рук, став жертвой талидомида, препарата, который употребляла его мать во время беременности.

## Карьера
Мелендес начал играть на гитаре и петь в Лос-Анджелесе в 1985 году. 15 сентября 1987 года выступил с песней «Never Be The Same» для Папы Римского Иоанна Павла II. Папа положительно оценил выступление и после него поблагодарил Мелендеса.
Кстати, в средней школе Тони мечтал стать священником (его родители исповедовали католицизм и привили ребёнку любовь к Богу).
Его группа «Toe Jam» имеет плотный концертный график. Мелендес проводит мотивационные беседы и пишет книги. Он активно выступает за борьбу с абортами.
Сейчас Мелендес живёт со своей женой Линн в Брэнсоне, штат Миссури.

## Признание и награды
Награждён многочисленными наградами и премиями. В том числе:
- Особая благодарность от Президента США Рональда Рейгана
- Особая благодарность от штата Калифорния
- Награда от Ассоциации выпускников НФЛ на Супербоуле XXIII
- Награда «Branson Entertainment Awards» в номинации «Лучший новый исполнитель»
- Четыре награды «Unity Awards»: три — в номинации «Мужской вокалист года» (2000, 2002, 2004), одна — в номинации «Артист года» (2002)

## Дискография
- Never Be the Same (1988)
- Ways of the Wise (1990)
- El Muro Se Callo (1991)
- Debe Haber (1995)
- Hands in Heaven (1997)
- The Cup of Life (Tony Meléndez) (1998)
- Intimate Worship (1999)

## Опубликованные работы
- A Gift of Hope (1991)